# Мухамадиев, Азгар Гатауллович
Азга́р Гатау́ллович Мухамади́ев (1933—2018) — российский нумизмат, археолог и историк, доктор исторических наук, Заслуженный профессор Казанского университета, член-корреспондент Академии наук Республики Татарстан.

## Биография
Азгар Гатауллович родился в д. Сынгряново Илишевского района Башкирии.
С 1954 по 1958 год служил в Военно-Морском Флоте в качестве машиниста-турбиниста на боевом крейсере.
С 1958 по 1963 учился на историко-филологическом факультете Казанского государственного университета, закончив и историческое, и филологическое отделения, получив специальность «историк-археолог» где и остался на кафедре истории СССР в качестве стажера-исследователя.
С 1965 по 1968 год Азгар Гатауллович обучался в очной аспирантуре в Москве под научным руководством Г. А. Федорова-Давыдова.
На интересы Азгара Гатаулловича повлияли профессора Ш. Ф. Мухамедьяров и И. С. Вайнер, предложившие ему заняться историей и археологией Золотой Орды.
В 1971 году он стал старшим преподавателем кафедры истории СССР досоветского периода Башкирского государственного университета.
В 1974 году Азгар Гатауллович становится старшим научным сотрудником ИЯЛИ им. Г. Ибрагимова АН СССР, одновременно с этим начинает читать курсы лекций по истории СССР, нумизматике и археологии в Казанском государственном университете.
В 1980 году он становится доцентом кафедры истории СССР университета.
В 1994 году стал профессором и заведующим кафедрой археологии и этнологии.
С 2014 года Азгар Гатауллович являлся Заслуженным профессором Казанского университета.
Он принимал активное участие в работе Академии наук Республики Татарстан.
В 1995 году его избрали членом-корреспондентом Академии наук Республики Татарстан.
Азгар Гатауллович был активным участником научных конференций, в том числе международных.
Он был членом диссертационных советов по историческим наукам и археологии, вел подготовку аспирантов по археологии и истории Улуса Джучи, среди его учеников — кандидаты и доктора наук.

## Научная деятельность
Во время учёбы Азгар Гатауллович принимал активное участие в раскопках Царевского городища в Волгоградской области, под руководством Г. А. Федорова-Давыдова.
С 1964 года начал самостоятельно вести раскопы Поволжской археологической экспедиции на Царевском городище.
В 1969 году он защитил кандидатскую диссертацию на тему: «Булгаро-татарская денежно-весовая система XIII—XV вв.», после чего вернулся в Казань и работал научным сотрудником Института языка, литературы и истории им. Г. Ибрагимова Казанского филиала АН СССР.
В 1992 году Азгар Гатауллович защитил докторскую диссертацию.
Он изучал монеты и денежное обращение ранних государств Восточной Европы — Хазарского каганата и Волжской Булгарии, а также денежно-весовые системы народов Среднего Поволжья.
Участвовал в раскопках городищ Нижнего Поволжья Сарая ал-Махрус, Сарая ал-Джедид, Белжамена, а также Иски-Казань, Казанского Кремля.
Азгар Гатауллович сделал мировое открытие, составив по хорезмийским монетам туранский алфавит.
В 1976 году он вместе с Р. Г. Фахрутдиновым изучал Русско-Урматское селище.
С 1976 по 1977 год он, совместно с А. Х. Халиковым и Л. С. Шавохиным, участвует в раскопах Казанского Кремля.
Азгар Гатауллович предложил свой вариант прочтения домусульманской хорезмийской письменности.
Он подготовил и вел спецкурсы «Тюркско-татарская (хорезмийская, хазарская, булгарская, ордынская, казанская) нумизматика», «Города и городская культура Золотой Орды», «Древние гунно-тюркские государства Евразии».

## Основные публикации
- Мухамадиев А.Г. Булгаро-татарская монетная система XII–XV вв. М.: Наука,

1983. 164 с.
- Мухамадиев А.Г. Древние хазарские и булгаро-татарские монеты. Казань: Татар. кн. изд-во, 1986. 176 с. (на тат. яз.).
- Мухамадиев А.Г. Древние монеты Поволжья. Казань: Татар. кн. изд-во, 1990. 159 с.
- Мухамадиев А.Г. Древние монеты Казани. Казань: Татар. кн. изд-во, 2005.
- Мухамадиев А.Г. Новый взгляд на историю гуннов, хазар, Великой Булгарии и Золотой Орды. Казань: Татар. кн. изд–во, 2011. 159 с.
- Семеновский клад золотоордынских монет XV в. // Сборник студенческих работ историко-филологического факультета Казанского гос. ун-та.

Вып. 1. Казань, 1964. С. 87–99.
- Раскопки на Царевском городище // АО 1965 года / Отв. ред. Б.А. Рыбаков. М.: Наука, 1966. С. 193–195 (соавт. Вайнер И.С., Федоров-Давыдов Г.А.).
- Два клада татарских монет XV в. // СА. 1966. № 2. С. 259–273
- Раскопки золотоордынских городов в Нижнем Поволжье // АО 1968 года / Отв. ред. Б.А. Рыбаков. М.: Наука, 1969. С. 172–174 (соавт.

Булатов Н.М., Вайнер И.С., Галкин Л.Л., Егоров В.Л., Федоров-Давыдов Г.А.).
- Булгаро-татарская денежно-весовая система XIII–XV вв. Автореф. дисс. ... канд. ист. наук. Казань, 1969. 25 с.
- Раскопки золотоордынских городов на Нижней Волге // АО 1969 года / Отв. ред. Б.А. Рыбаков. М.: Наука, 1970. С. 174–175 (соавт. Егоров В.Л., ФедоровДавыдов Г.А.).
- Об обрезанных монетах в Волжской Болгарии в конце XIV в. (Мало-Атрясинский клад) // Нумизматика и эпиграфика. Т. VIII / Отв. ред. Д.Б. Шелов. М.: Наука, 1970. С. 53–66.
- Раскопки богатой усадьбы в Новом Сарае // СА. 1970. № 3. С. 149–161 (соавт. Федоров-Давыдов Г.А.).
- Археологические исследования Царевского городища (Новый Сарай) в 1959–1966 гг. // Поволжье в средние века / Отв. ред. А.П. Смирнов. М.: Наука, 1970. С. 68–171 (соавт. Федоров-Давыдов Г.А., Вайнер И.С.).
- Раскопки золотоордынских городов на Нижней Волге // АО 1970 года / Отв. ред. Б.А. Рыбаков. М.: Наука, 1971. С. 175–177 (соавт. Булатов Н.М., Вихляев В.И., Егоров В.Л., Федоров-Давыдов Г.А., Шитов В.Н.).
- Раскопки золотоордынских городов на Нижней Волге // АО 1971 года / Отв. ред. Б.А. Рыбаков. М.: Наука, 1972. С. 233–235 (соавт. Булатов Н.М., Вихляев В.И., Гусева Т.В., Егоров В.Л., Носкова Л.М., Федоров-Давыдов Г.А.).
- Деньги, денежная терминология и денежный счет Булгара в предмонгольский период // СА. 1972. № 2. С. 63–72.
- Склеп с кладом татарских монет XV в. из Старого Сарая // Новое в археологии. Сборник статей, посвященный 70-летию А.В. Арциховского / Ред. В.Л. Янин. М.: Изд-во МГУ, 1972. С. 308–316 (соавт. Федоров-Давыдов Г.А.).
- Раскопки мечети XIV в. на Водянском городище // АО 1972 года / Отв. ред. Б.А. Рыбаков. М.: Наука, 1973. С. 171–172 (соавт. Гусева Т.В., Носкова Л.М., ФедоровДавыдов Г.А.).
- Раскопки золотоордынских городов на Нижней Волге // АО 1973 года / Отв. ред. Б.А. Рыбаков. М.: Наука, 1974. С. 147–148 (соавт. Гусева Т.В., Егоров В.Л., Носкова Л.М., Федоров-Давыдов Г.А.).
- Раскопки двойного дома на Водянском городище в 1970 г. // Города Поволжья в средние века / Отв. ред. А.П. Смирнов, Г.А. Федоров-Давыдов. М.: Наука, 1974. С. 80–88.
- Раскопки Поволжской археологической экспедиции на Селитренном городище // АО 1975 года / Отв. ред. Б.А. Рыбаков. М.: Наука, 1976. С. 159–160 (соавт. Булатов Н.М., Гусева Т.В., Егоров В.Л., Федоров-Давыдов Г.А.).
- Раскопки в Иске-Казани // АО 1976 года / Отв. ред. Б.А. Рыбаков. М.: Наука,1977. С. 165–166 (соавт. Фахрутдинов Р.Г.).
- Раскопки в Казанском Кремле // АО 1976 года / Отв. ред. Б.А. Рыбаков. М.: Наука, 1977. С. 179–181 (соавт. Халиков А.Х., Шавохин Л.С.).
- Раскопки усадьбы на Царевском городище // Вестник МГУ, серия IX история. 1978. № 3. С. 88–102 (соавт. Федоров-Давыдов Г.А.).
- Раскопки в Казанском Кремле // АО 1977 года / Отв. ред. Б.А. Рыбаков. М.: Наука, 1978. С. 187–188 (соавт. Халиков А.Х., Шавохин Л.С.).
- Монеты как источник по изучению булгарского языка // Исследования по источниковедению истории Татарии / Отв. ред. М.К. Мухарямов и др. Казань: Татар. кн. изд-во, 1980. С. 122–135.
- Бронзовые слитки – первые металлические деньги Поволжья и Приуралья (I тысячелетие н. э.) // СА. 1984. № 3. С. 219–222.
- Денежное обращение Поволжья и Приуралья VI–XV вв. Автореф. дисс. … д-ра ист. наук. СПб., 1992. 63 с.
- Золотая Орда // Материалы по истории татарского народа / Отв. ред. С.Х. Алишев. Казань: Б.и., 1995. С. 136–185.
- Город Биляр по нумизматическим данным // Биляр и Волжская Булгария: Изучение и охрана археологических памятников. Тезисы научной конференции. Казань, 1997. С. 56–59.
- Некоторые итоги археологических исследований Сарай аль-Махруса (Селитренное городище) в 2005 г. // Татарская археология. 2006. № 1–2(16–17). С. 218–222 (соавт. Зеленеев Ю.А., Ситдиков А.Г., Пигарев Е.М.)
- Средневековые поселения Нижнего Поволжья (исследования 2008–2009 гг.) // Золотоордынское наследие. Материалы Международной научной конференции «Политическая и социально-экономическая история Золотой Орды (XIII–XV вв.)». Казань, 17 марта 2009 г. Вып. 1. Казань: Изд-во «Фэн» АН РТ, 2009. С. 406–419 (соавт. Валиев Р.Р., Мирсияпов И.Ю., Ситдиков А.Г.).
- О проблемах объективного исторического подхода к исследованию булгаротатарской нумизматики // Нумизматика Золотой Орды. 2011. № 1. С. 103–107.
- Археологические исследования «Больничного бугра» Селитренного городища 2006–2009 гг. // Поволжская археология. 2013. № 2(4). С. 212–251 (соавт. Валиев Р.Р., Пигарев Е.М., Ситдиков А.Г.).